# 德克拉
德克拉，早期基督教會聖人，相傳為使徒保羅的女門徒，在《保羅行傳》中記載了她的故事。有關她的唯一記載，來自《保羅與德克拉行傳》，這篇可能於2世紀寫作的文獻。
羅馬天主教以9月23日為她的節目，東方正教會則是9月24日。

## 生平
據《保羅與德克拉行傳》記載，德克拉是一名女性，她在聽過使徒保羅講道後，發誓守貞，成為保羅的門徒與傳道者。她拒絕婚約，投入教會，她父母不諒解她的作為，羅馬官方因此決定處罰她與保羅。
因為奇蹟的大風，讓她逃過火刑，她與保羅一同到達安納托利亞的皮西迪亞傳教。後來，羅馬官府又將她放到競技場上，讓她被野獸吞噬，但她再度因為神蹟得救，在場上的雌獸保護她，讓她逃過死亡。

## 主保聖人
西班牙塔拉戈纳以她為主保聖人。因為她的西班牙語拼音tecla，意思為鑰匙或鍵盤，因此在西班牙，許多人將她視為電腦的主保聖人。